# Enzianhütte (Fränkische Schweiz)
Die Enzianhütte ist eine Schutzhütte der Sektion Hof des Deutschen Alpenvereins (DAV). Sie liegt in der Fränkischen Schweiz in Deutschland. Es handelt sich um eine Selbstversorgerhütte ohne Bewirtschaftung.

## Geschichte
Die Sektion Hof wurde am 16. Dezember 1896 in Hof als Sektion Hof des Deutschen und Österreichischen Alpenvereins gegründet. Die Enzianhütte wurde 1956 von der Sektion erbaut, das Grundstück jedoch nur gepachtet. 1971 konnte man das Grundstück erwerben und die Grundbuchumschreibung vornehmen. Die Sektion unterhält insgesamt zwei Selbstversorger-Hütten und eine bewirtschaftete Hütte in den Stubaier Alpen.

## Lage
Die Enzianhütte liegt auf einer Höhe von 478 m ü. NHN in der Fränkischen Schweiz, bei Weihersmühle, einem Ortsteil von Weismain.

## Zustieg
- Es existiert ein Parkplatz bei der Mühle neben der Enzianhütte.[3]

## Nachbarhütten
- Jura-Hütte der Sektion Coburg
- Würgauer Haus der Sektion Bamberg[4]

## Tourenmöglichkeiten
- Felsenreich: das Kleinziegenfelder Tal, 8 km, Gehzeit 2,20 Std.[5]

## Klettermöglichkeiten
- Teufelwand, Höhe 16 bis 25 m. Die Kletteranlage verfügt über 15 Routen, bis zum 9. Schwierigkeitsgrad.[6]

## Karten
- Fritsch Karten: Nr. 65, Naturpark Fränkische Schweiz. ISBN 3-86116-065-X
Nr. 53, Blatt Süd, Veldensteiner Forst, Hersbrucker Alb. ISBN 3-86116-053-6
Nr. 72, Hersbrucker Alb in der Frankenalb, Pegnitz- und Hirschbachtal. ISBN 3-86116-072-2.